# Sibilla Aleramo
Sibilla Aleramo, pseudonyme de Rina Faccio, est une écrivaine italienne, née à Alexandrie le 14 août 1876 et morte à Rome le 13 janvier 1960. Féministe, elle est principalement connue pour son autobiographie dépeignant les conditions de vie d'une femme à la fin du XIXe siècle et au début du XXe siècle en Italie.

## Biographie

### Première vie(1876-1901)
Rina Faccio est née à Alexandrie, dans le Piémont, le 14 août 1876. Quand elle a 11 ans, ses parents déménagent de Milan à Civitanova (province de Macerata), où son père est nommé directeur d'une usine de verre. Dans l'impossibilité d'être scolarisée, elle va poursuivre ses études par elle-même, demandant à ses anciens enseignants des conseils de lectures. 
Son adolescence  est malheureuse : en septembre 1890, sa mère dépressive tente de se suicider. Sa dépression s'aggrave au fil du temps provoquant d'inévitables tensions familiales. Sa mère est hospitalisée à l'asile de Macerata, où elle meurt en 1917.
En 1892, Rina est employée dans l'usine que dirige son père. A l'âge de quinze ans, elle est violée par un employé de l'usine, Ulderico Pierangeli. Le 21 janvier 1893, elle sera contrainte d'épouser son violeur. En 1895, elle met au monde son premier et seul enfant, Walter. 
À partir de 1897, elle écrit des articles dans la  Gazzetta letteraria, dans l'Indipendente, dans la revue féministe Vita Moderna et dans la revue d'inspiration socialiste Vita Internazionale. Elle entretient une correspondance avec Giorgina Saffi et son mari Aurelio Saffi. Elle participe à des manifestations pour le droit de vote et pour la lutte contre la prostitution.
Elle suit son mari à Milan en 1899. Rina Faccio se voit confier la direction de l'hebdomadaire socialiste "L'Italia donne", fondé par Emilia Mariani, Elle tient les correspondances avec les lecteurs et recherche la collaboration d'intellectuels progressistes  comme Paolo Mantegazza, Maria Montessori, Ada Negri, Matilde Serao. Elle est devenue amie d'Alessandrina Ravizza, a rencontré des dirigeants socialistes influents tels qu'Anna Kuliscioff et Filippo Turati.
En janvier 1900 elle retourne à Civitanova, où son mari va diriger l'usine à la place de son beau-père démissionnaire.

### Seconde vie(Rome)

#### Rupture avec sa famille
En 1902, elle abandonne son mari, homme violent et autoritaire ainsi que son fils, et part à Rome. Ainsi commence, comme elle aime à le dire, sa « seconde vie ». Elle entame une brève relation sentimentale avec le poète Guglielmo Felice Damiani (it), puis rencontre l'écrivain Giovanni Cena (it). Ce dernier la convainc de traduire son expérience sous la forme de mémoires fictionnées, et de prendre un pseudonyme, celui de Sibilla Aleramo. Son premier roman Una Donna est l'histoire de sa rupture avec son mari et son fils pour une vie libre et consciente refusant la contrainte et l'humiliation d'une existence qu'une idéologie hypocrite impose aux femmes. Publié en 1906, ce livre féministe connaît un grand succès et est considéré aujourd'hui comme le premier livre italien ouvertement féministe devenu un classique de la littérature italienne.

#### Activisme, lesbianisme et féminisme
Elle devient également activiste politique, et s'engage comme travailleuse volontaire dans l'Agro Romano, un mouvement luttant contre la pauvreté des populations rurales autour de Rome. 
En 1908, bien qu'engagée dans une relation avec Giovanni Cena, elle rencontre Cordula "Lina" Poletti à un congrès de femmes. Cette relation lesbienne, qui dura un an, est relatée dans la nouvelle Il passaggio (1919), un livre dans lequel Aleramo est revenue sur l'histoire racontée dans Une femme (Una donna). Dans Il passaggio, elle raconte que Giovanni Cena l'avait convaincue de changer légèrement  sa version originale, et en offre alors une réécriture où quelques événements supplémentaires, notamment une fin différente. Sibilla Aleramo est l'une des leaders féministes italiennes. Ces dernières années, ses écrits personnels adressés à Poletti ont été étudiés, tant pour les points des relations homosexuelles qu'elle défendait, qu'au regard de son travail en général.

### Troisième vie(rencontres artistiques, politiques et amoureuses)

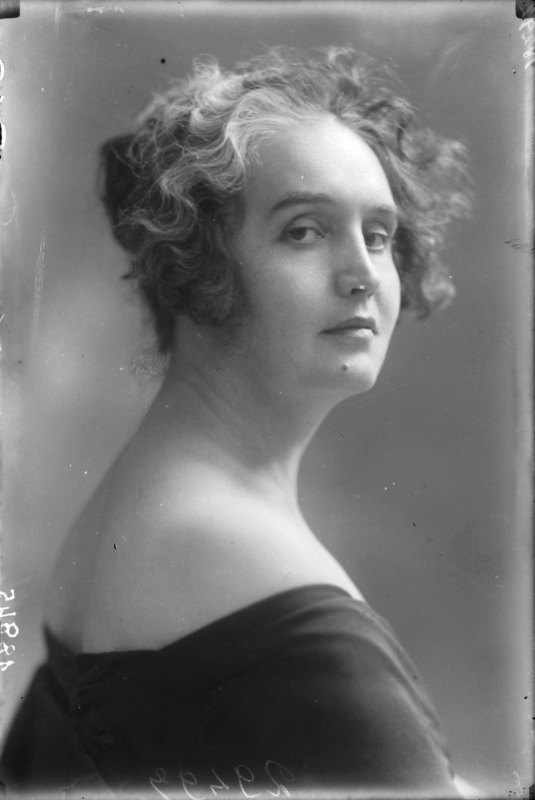
Photographie de Mario Nunes Vais

Après une ultime crise avec Giovanni Cena, elle quitte Rome pour arriver à Milan. Elle rejoint le mouvement Futuriste. 
De 1913 à 1914, à Paris elle se lie aux poètes Guillaume Apollinaire et Émile Verhaeren ainsi que Stefan Zweig, Gabriele D'Annunzio, Paul Claudel, Charles Péguy, Paul Valéry, Auguste Rodin, Anatole France. A cette époque, elle a de nombreuses et brèves relations sentimentales comme elle-même le raconta plus tard dans les pages du journal : le premier fut Vincenzo Cardarelli, suivi d'autres personnalités déjà célèbres ou qui le deviendront : Giovanni Papini, Giovanni Boine, Clemente Rebora, Umberto Boccioni, Salvatore Quasimodo et Raffaello Franchi.
Finalement elle revient à Rome où elle rejoint les milieux intellectuels et artistiques des années d’avant guerre. Elle fait la connaissance de Grazia Deledda.
À 40 ans, durant la Première Guerre mondiale en 1916, elle rencontre Dino Campana, âgé de 31 ans (auteur des Chants orphiques, 1914) avec qui elle commence une relation complexe et tourmentée qui dure moins de deux ans. Cette histoire sera adaptée au cinéma par Michele Placido en 2002 sous le titre Un Viaggio Chiamato Amore.
En 1925 elle fut une des signataires du Manifeste des intellectuels antifascistes.
En 1929, sans ressource elle entre à l'Accademia d'Italia, un poste qui prévoit un subvention économique. Elle fait alors l'éloge du régime dans les journaux, tirant de modestes  revenus supplémentaires, tout en bénéficiant de la protection du gouvernement. En 1933, elle rejoint la "National Fascist Association of Women Artists and Graduates". En 1943, cependant, elle refuse de déménager à Salò comme l'ordonnait le ministère de la Culture, qualifiant cette dernière page du fascisme de honteuse.
En 1936 elle fait la connaissance du jeune Franco Matacotta (it), avec qui elle reste liée dix ans. De cette période — sa quarte existence — reste le témoignage du journal qui l’accompagne jusqu'à la mort.
À la fin de la Seconde Guerre mondiale elle s'inscrit au parti communiste italien et se jette intensément dans le champ politique et social. Elle collabore, entre autres, à l’Unità et à la revue Noi donne. En 1948, elle participe au Congrès International pour la Défense de la Paix à Wrocław.
Tout au long du XXe siècle, Aleramo fut connue pour ses amours tumultueuses. Mais le plus significatif est son engagement comme femme indépendante et comme artiste. Ainsi elle a su traverser différentes époques (l'Italie libérale, le fascisme, la république italienne post seconde guerre mondiale) en parvenant toujours à maintenir un engagement politique et artistique visible.

### Mort
Elle meurt à Rome en 1960, des suites d’une longue maladie. Elle est inhumée au cimetière communal monumental de Campo Verano de Rome.
Aleramo disait avoir vécu trois vies. La première comme mère et femme, traduite dans Una Donna. La seconde, à Rome où, activiste dans des organisations féministes, elle fut volontaire dans un refuge pour pauvres mis en place par l'Unione Femminile. La troisième comptant 30 années durant lesquels elle passa son temps à écrire les expériences vécues.

### Commémoration
Le profil de Sibilla Aleramo a orné les pièces de vingt centimes en circulation, œuvres du sculpteur Leonardo Bistolfi, auquel elle a servi de modèle en 1908.

## Livres biographies
- Sibilla Aleramo. René de Ceccatty - Monaco ; [Paris] : Ed. du Rocher, 2004. - 414 p.  (ISBN 2-268-04927-2)

## Principaux recueils
- 1906 : Una donna (Une femme traduction de Pierre-Paul Plan). Éd. du Rocher Una donna (it) (it)
- Un Viaggio chiamato amore  (Ce Voyage nous l'appelions amour, traduction de Béatrice Vierne). Lettres 1916-1918 de Dino Campana, Sibilla Aleramo (, Ed. du Rocher) extrait
- 1919 : Il passaggio (Le passage traduction de  Pierre-Paul Plan texte disponible sur le projet gutenberg)
- 1920 : Momenti
- 1920 : Andando e stando
- 1924 :   Il mio primo amore
- 1927 : Amo, dunque sono
- 1930 : Gioie d’occasione
- 1932 : Il frustino
- 1938 : Orsa minore. Ursa minor. (Notes de carnet et d'autres encore traduction de Jeanne-Hortense Alzinson) Ed. du Rocher
- 1945 : Dal mio diario
- 1947 : Selva d’amore
- 1949 : Il mondo è adolescente
- 1951 : Aiutatemi a dire
- 1956 : Luci della mia sera
- 1978 : Diario di una donna (posthume)

## Portée à l'écran
- 2002 : Un Viaggio chiamato amore[5],[6]